# Иван Рубо де Понтеве
Иван И. Рубо де Понтеве (на френски: Jean Roubaud de Pontevès; на руски: Иван Рубо-де-Понтеве, Понтевезо) е руски дипломат от френски произход, служил на Балканите в XIX век.

## Биография
Роден е в 1763 година. Занимава се с търговия.
Постъпва на руска служба в 1806 година. От май 1806 до юни 1807 година е консул в Трапезунд. От септември 1912 до 1816 година е генерален консул в Смирна. В 1818 година отново е консул в Трапезунд, като същевременно е и руски консул в Солун. Заема поста в Солун до 1825 година, след което до 1827 консулството се управлява от секретаря на австрийското консулство Пиаца.